# Macrocarsia holzi
Macrocarsia holzi là một loài bướm đêm trong họ Noctuidae.